# Иодметан
Иодмета́н (ио́дистый мети́л, метилиоди́д, моноиодмета́н, MeI) — органическое соединение с формулой CH3I, продукт замещения иодом одного из атомов водорода в молекуле метана. Представляет собой тяжёлую летучую жидкость. В высоких концентрациях ядовит. Часто используется в органическом синтезе для метилирования. В природе выделяется в небольшом количестве рисом.

## Свойства
Тяжёлая подвижная жидкость, желтеющая со временем, особенно на свету из-за выделения I2. Для предотвращения этого иодметан хранят в тёмной посуде над медной проволокой, поглощающей иод.

## Получение
Получают по экзотермической реакции между метанолом и трииодидом фосфора, который получается in situ из красного фосфора:
3 CH3OH + PI3 → 3 CH3I + H3PO3
или
CH3OH + H3PO4 + KI → CH3I + KH2PO4 + H2O (3-4 ч. t под ОХ рефлюкс, перемешивание)
Также получают реакцией иодида калия с диметилсульфатом в присутствии карбоната кальция:
(CH3)2SO4 + 2 KI → K2SO4 + 2 CH3I
Для очистки CH3I может быть обработан Na2S2O3 для удаления иода.
Очистку также можно осуществить обработкой раствором соды с последующей сушкой над плавленным хлористым кальцием и перегонкой.
Также его можно получить реакцией иодида калия с метилтозилатом:
KI + CH3OSO2C6H4CH3 → CH3I + KOSO2C6H4CH3

## Применение
Иодметан является отличным реагентом для реакций замещения SN2. Он стерически открыт для атак нуклеофилам, к тому же иод является хорошей уходящей группой.

В представленных реакциях основные карбонаты K2CO3 или Li2CO3 удаляют кислые протоны, в результате чего образуются карбоксильный и фенольный карбанион, который выступает в роли нуклеофила в SN2 реакции.
Иодиды являются более «мягкими» реагентами в нуклеофильных реакциях в силу более слабой связи с внешними электронами и более лёгкой поляризуемости иодида. В силу этого он предпочитает более «мягкие» нуклеофилы. Так, при алкилировании тиоционата происходит алкилирование по сере, но никак не по азоту с образованием CH3SCN, но никак не CH3NCS. Это также наблюдается при алкилировании 1,3-дикарбонильных соединений, метилирование енолятов этих соединений практически полностью идёт по углеродному атому, хотя заряд сосредоточен больше на атомах кислорода.
Иодметан легко образует метилмагнийиодид. Он широко распространён на практике из-за лёгкости получения и часто используется в учебных лабораториях.
В процессе Monsanto иодметан образуется in situ из метанола и иодоводорода. CH3I затем реагирует с окисью углерода в присутствии родиевых комплексов с образованием ацетилиодида, прекурсора уксусной кислоты после гидролиза. Большое количество уксусной кислоты получается таким способом.

## Токсикология и безопасность
Ярко выраженный канцероген. ЛД50 при ингаляции для крыс составляет 76 мг/кг. В печени метилиодид быстро превращается в S-метилглутатион.
Вдыхание большого количества паров иодметана вызывает поражение лёгких, печени, почек и центральной нервной системы, что приводит к тошноте, головокружению, кашлю и рвоте. Длительный контакт с кожей вызывает химические ожоги. Большие дозы при ингаляции вызывают отёк лёгких.
Пределы взрываемости воздушных смесей 8,5—66 %. 
Предельно допустимая концентрация иодистого метила в воздухе рабочей зоны по ГОСТ 12.1.005-76 составляет 1 мг/м3. 
В соответствии с ГОСТ 12.1.007-76 иодметан относится ко II классу опасности.